# George Monck, 1. Duke of Albemarle

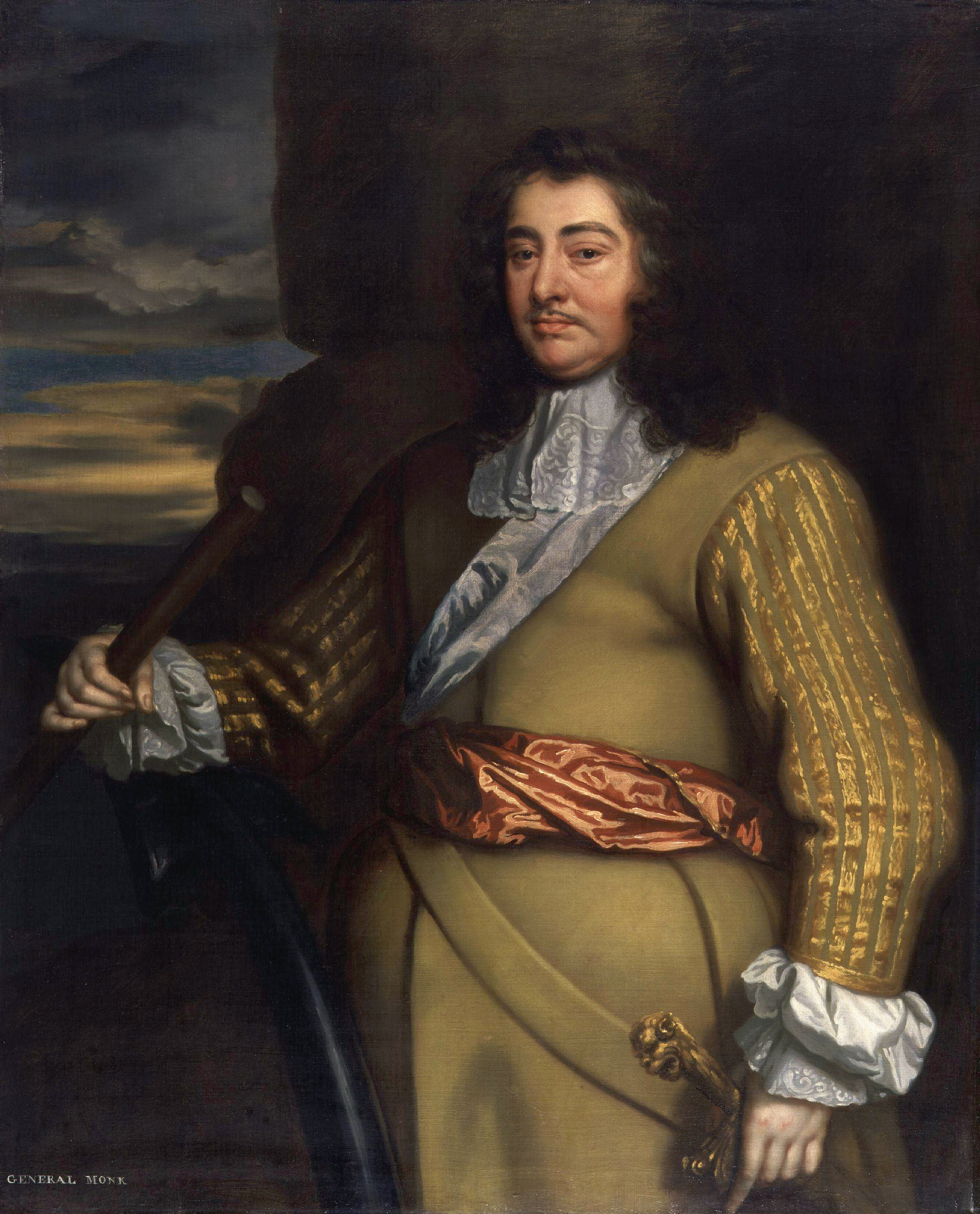
George Monck; Porträt von Sir Peter Lely (1665).
Moncks Unterschrift:

George Monck, 1. Duke of Albemarle, auch „Monk“, KG (* 6. Dezember 1608 in Potheridge, Devonshire; † 3. Januar 1670 in The Cockpit, Whitehall in London) war ein General im Englischen Bürgerkrieg und 1660 maßgeblich an der Stuart-Restauration beteiligt.

## Leben

### Zeit der Bewährung
George Monck war der zweite Sohn von Sir Thomas Monck. Da sein Vater von den Behörden schlecht behandelt wurde, nahm George Monck Rache am Unter-Sheriff der Grafschaft, was dazu führte, dass er das Land verlassen musste und als Freiwilliger Kriegsdienst aufnahm. Nach seiner Teilnahme an einer militärischen Expedition nach Cádiz (1626) ging er 1629 nach Holland, wo er sich einen guten Ruf als Truppenführer erwarb. 1638 überwarf er sich mit den Zivil-Behörden und kehrte nach England zurück.
Während des Bischofskrieges (1639–1640) bewährte er sich vor allem in der Schlacht von Newburn (1640). Beim Ausbruch der Irischen Rebellion im Jahre 1641 wurde er Regimentskommandeur und zeigte hier alle Qualitäten, für die er während seines gesamten Lebens bekannt war: Talent, sich unentbehrlich zu machen, unerschütterliches Temperament und eiserne Verschwiegenheit.
Zunächst war George Monck als Gouverneur von Dublin vorgesehen, doch König Charles I. zog einen anderen Günstling vor. Obwohl Monck diesem klugerweise den Vortritt ließ, wurde er unter Bewachung nach Bristol geführt. Im persönlichen Gespräch beeindruckte er den König mit seiner militärisch fundierten Kritik an der Kriegsführung in Irland und bekam ein Kommando in der Armee des Königs.

### Englischer Bürgerkrieg
Im Englischen Bürgerkrieg kämpfte Monck zuerst auf Seiten des Königs, wurde jedoch 1644 bei Nantwich gefangen genommen und in den Tower of London geworfen. Er verbrachte dort zwei Jahre, die ihm wegen seiner Mittellosigkeit sehr schwerfielen. Charles I. schickte ihm 100 Pfund, wofür er dem König sehr dankbar war. Während seiner Zeit im Tower verfasste er eine Schrift: Beobachtungen zu militärischen und politischen Angelegenheiten.

### Auf Seiten Cromwells
Da Monck Erfahrungen in Irland gesammelt hatte, ließ man ihn frei und bot ihm an, für das Parlament in Irland zu kämpfen. Monck nahm an, da er auf diese Weise nicht gegen König Charles I. antreten musste. Zwei Jahre lang kämpfte er sehr erfolgreich, doch 1649 desertierten viele Soldaten infolge der Enthauptung von Charles I., und er musste sich auf einen Waffenstillstand mit dem irischen Rebellen Eoghan Rua Ó Néill verständigen.
Unter Oliver Cromwell kämpfte Monck in Schottland gegen royalistische Truppen. Cromwell setzte Monck als Oberbefehlshaber der Truppen in Schottland ein, Monck sorgte für die Unterjochung des Landes. Cromwell stellte Monck ein Patent zur Anwerbung eines Regiments aus, das am 23. August 1650 als Monck’s Regiment of Foot (dt. „Moncks Infanterieregiment“) in den Dienst trat und das Vorgängerregiment der Coldstream Guards ist.
1652 musste er seine angeschlagene Gesundheit in Bath regenerieren, aber schon nach neun Monaten nahm er eine Stellung als „General zur See“ an, gleichbedeutend mit einer Admiralsstelle. Zehn Tage nachdem er seine Flagge gesetzt hatte, kämpfte Monck an der Seite von Robert Blake und Richard Deane im Rahmen des Englisch-Niederländischen Krieges in der Seeschlacht bei Portland. In der bald darauf folgenden Seeschlacht bei Gabbard übernahm er das Oberkommando, nachdem Deane gefallen war. Es folgte die Seeschlacht bei Scheveningen, in der England einen entscheidenden Sieg errang.
Zurück an Land heiratete er Anne Clarges, eine Frau von einfacher Herkunft, die zu diesem Zeitpunkt wahrscheinlich noch mit ihrem ersten Mann verheiratet war.
Im folgenden Jahr schlug Monck einen Royalisten-Aufstand im schottischen Hochland nieder und blieb für fünf Jahre als Gouverneur in Edinburgh.
Es ist nicht sehr wahrscheinlich, dass Monck zu dieser Zeit über eine Wiedereinsetzung des Königtums nachdachte, aber ein so fähiger Diplomat wird die Chancen eines solchen Vorgangs abgewogen haben. Seine Verschwiegenheit in dieser Hinsicht alarmierte die einen und schürte Hoffnung der anderen. 1655 erhielt er ein Schreiben des späteren Königs Charles II. Er sandte sofort eine Kopie an Cromwell, der ihn in seiner Antwort anwies, Charles II. nach Möglichkeit festzunehmen und nach London zu schicken.
Cromwell starb am 3. September 1658 und obwohl Monck zuerst daran dachte, Cromwells Sohn Richard militärisch zu unterstützen, gab er dieses Vorhaben auf, als dessen Unfähigkeit zu Tage trat.

### Restauration der Monarchie
Charles II. versuchte mehrfach, Monck zum Handeln zu bewegen, aber seine natürliche Vorsicht ließ ihn abwartend in Edinburgh verharren. Mehrere royalistische Aufstandsversuche wurden niedergeschlagen und im Herbst 1659 setzte sich Monck an die Spitze der parlamentstreuen Truppenteile. Am 3. Februar 1660 zog er mit seinen Truppen in London ein.
Sein Verhalten in London war undurchsichtig. Einerseits unterstützte er im Geheimen die Forderungen der royalistischen City of London, forderte andererseits aber Unterstützung für das Rumpfparlament – riet aber den Parlamentariern zur Selbstauflösung und weigerte sich schließlich, einen Eid zu leisten, in dem er dem Haus Stuart abschwören sollte. Am 21. Februar 1660 setzte er die im Pride's Purge entfernten Parlamentarier wieder in ihr Amt ein, das Rumpfparlament hatte wieder die Zusammensetzung des Langen Parlamentes. Wahlen wurden ausgeschrieben, das Lange Parlament löste sich am 16. April 1660 auf, am 25. April trat das neu gewählte Convention Parliament erstmals zusammen. Am 8. Mai nahm das Parlament die von Charles II. unter Mitwirkung Moncks entworfene Deklaration von Breda an und erklärte, Charles II. sei seit dem Tod Charles I. 1649 der rechtmäßige Monarch gewesen.
So war es Monck gelungen, ohne Blutvergießen die Restauration des Königtums in England zu erreichen. Er erfuhr zahlreiche Ehrungen durch Charles II., er wurde Duke of Albemarle, Earl of Torrington, Baron Monck, Baron Beauchamp und Baron Teyes, sowie Ritter des Hosenbandordens; seine jährliche Pension betrug 7.000 Pfund.

### Zweiter Englisch-Niederländischer Seekrieg
Bei Ausbruch des Zweiten Englisch-Niederländischen Seekriegs (1665–1667) wurde Monck wiederum Flottenführer an der Seite des Duke of York und gleichberechtigt mit dem Prinzen Rupert, der bereits im Englischen Bürgerkrieg auf Seiten von Charles I. gekämpft hatte.
Als die Pest 1665 in London ausbrach und zahlreiche Bürger und der König die Flucht ergriffen, zeigte er sich als unerschrockener Führer. Monck wurde vom König beauftragt, in London zu bleiben und besonderes Augenmerk auf republikanische Umsturzversuche zu haben.
1666 kommandierte er gemeinsam mit dem Cousin des Königs, Prince Rupert, in der Viertageschlacht mit mäßigem Erfolg. Beim großen Brand von London im selben Jahr wurde er vom König zu Hilfe gerufen, kam aber erst nach Erlöschen des Feuers in London an. Ein letztes Mal diente George Monck seinem Land während des Überfalls im Medway, als die Werften in Chatham bedroht waren. Von da an widmete er sich dem Privatleben.
Monck starb an Wassersucht, „wie ein römischer General, umgeben von all seinen Offizieren“. Seine Adelstitel erbte sein Sohn Christopher Monck (1653–1688) als 2. Duke.